# Джоузеф Ланкастър
Джоузеф Ланкастър (на английски: Joseph Lancaster; 1778–1838) е британски учител, известен педагог.

## Биография
Открива през 1798 г. училище за бедни, в което използва метода и системата на взаимното обучение. Училището бързо се прочува и, макар Ланкастър да е квакер, получава благословията на кралското семейство, с което взаимоучителният метод става окончателно „кралска система на обучение“ от 1801 г. В периода 1810 – 1811 г. Ланкастър обхожда Албиона, но губи доверие и средства.
Емигрира в Южна Америка – Колумбия и Боливия. Там Симон Боливар го взема под своя закрила и основава взаимно училище. През 1828 г. е в Трентън, (САЩ), а от 1833 г. е в Монреал, Канада. Умира в крайна бедност в Ню Йорк.
Ланкастър оставя модела на взаимно училище в Северна Америка. Основното му произведение е „Подобрение в образованието“ от 1810 г.